# Suzumiya Haruhi
Suzumiya Haruhi (涼宮ハルヒ Suzumiya Haruhi) là tên chung cho series light novel được sáng tác bởi Tanigawa Nagaru và minh hoạ bởi Ito Noizi và sau đó được chuyển thể thành nhiều loại phương tiện truyền thông (media) khác nhau. Tiểu thuyết đầu tiên đã được xuất bản ở Nhật vào ngày 6 tháng 6 năm 2003 bởi Kadokawa Shoten với chín tập của tiểu thuyết lẻ được phát hành và tập thứ 10 được lên kế hoạch tính đến  ngày 1 tháng 4 năm 2007. Light novel đã được chuyển thể thành 4 loạt manga riêng biệt, một anime, hai OVA, một phim điện ảnh và nhiều video game. Sau khi anime chuyển thể được phát sóng năm 2006, nhà xuất bản Kadokawa Shoten đã nhận được rất nhiều đề nghị về việc cấp bản quyền các tiểu thuyết và các tác phẩm chuyển thể từ chúng. Tiểu thuyết đã có bản quyền tiếng Anh được phát hành ở Hoa Kỳ bởi Little, Brown and Company, Books for Young Readers & Yen Press và phiên bản anime đã có bản quyền để phân phối ở Bắc Mĩ bởi Kadokawa Pictures USA Bộ phận đó sau đó được cấp giấy phép phụ sản xuất và phân phối cho Bandai Entertainment. Anime hiện đang được cấp phép bởi Funimation.

## Nội dung chính
Kyon là một học sinh của trường cao học Bắc Nishinomiya. Cậu bị kéo cùng bởi người bạn cùng lớp Suzumiya Haruhi, một cô gái lập dị đang tìm kiếm các hiện tượng siêu nhiên và các sinh vật bí ẩn như người ngoài hành tinh, người du hành thời gian và Năng lực gia. Với sự giúp đỡ có phần miễn cưỡng của Kyon, Haruhi đã thành lập được một câu lạc bộ với tên gọi là "Đoàn SOS" (SOS団 Esu-Ō-Esu Dan), viết tắt cho "Cứu rỗi thế giới bằng cách mang lại niềm vui cùng đoàn Suzumiya Haruhi" (世界を大いに盛り上げるための涼宮ハルヒの団 Sekai o Ōini Moriageru Tame no Suzumiya Haruhi no Dan) để điều tra các sự kiện bí ẩn. Haruhi sau đó tuyển thêm ba thành viên: mọt sách Nagato Yuki, trầm lặng và ít nói Asahina Mikuru và học sinh chuyển trường cực kỳ thân thiện Koizumi Itsuki. Các thành viên này lần lượt bộc lộ bản thân (với Kyon) rằng họ chính là thứ mà Haruhi đang tìm kiếm. Mỗi người đều được các Tổ chức của họ cử đến để quan sát Haruhi - người không biết rằng bản thân sở hữu sức mạnh thay đổi hiện tại-và ngăn chặn sức mạnh không bị phát tán. Điều này khiến cho Kyon phải nhận nhiệm vụ duy trì ảo tượng về cuộc sống bình thường của Haruhi.

## Nhân vật

### Thành viên Lữ đoàn SOS
Lữ đoàn SOS là một câu lạc bộ không chính thức tại trường trung học Bắc Nishinomiya, được thành lập bởi Haruhi Suzumiya để điều tra các sự kiện bí ẩn.

#### Kyon
Lồng tiếng bởi: Sugita Tomokazu
Kyon (キョン) là nhân vật chính của sê-ri. Tên thật của cậu không bao giờ được nêu ra và mọi người gọi cậu bằng biệt danh do dì của cậu đặt cho mình.
Kyon là học sinh trường Bắc Nishinomiya với tính cách thoải mái và hay mỉa mai. Cậu bị thu hút bởi cách tiếp cận cuộc sống khác thường của Haruhi và bắt đầu nói chuyện với cô ấy hàng ngày trước giờ học. Kyon thường khó chịu trước những yêu cầu của Haruhi, nhưng trong sê-ri, cậu nhận ra rằng mình luôn làm theo nó mà không do dự, nghĩa là cậu thích những hoạt động mà Haruhi dàn dựng hơn là sự buồn tẻ của cuộc sống đời thường; cậu ấy tự ví mình như một cậu bé phàn nàn về bữa trưa mà mẹ cậu chuẩn bị cho mặc dù mình không tự làm.
Yuki, Mikuru và Itsuki tiết lộ họ là ai với Kyon, nói rằng họ tin rằng cậu là nhân vật chủ chốt vì cậu là người bình thường duy nhất mà Haruhi chọn để tương tác và vì cậu đã khiến hành vi của cô trở nên bất ổn hơn những năm gần đây.

#### Haruhi Suzumiya
Lồng tiếng bởi: Hirano Aya
Haruhi Suzumiya (涼宮 ハルヒ, Suzumiya Haruhi) là nữ chính và là hội trưởng của Lữ đoàn SOS, người có tính cách năng động và lập dị đã chứng tỏ là động lực cho sê-ri. Cô có óc phiêu lưu nên thường khiến những thành viên khác bị cuốn vào kế hoạch của cô. Mục tiêu của Haruhi là tìm kiếm người ngoài hành tinh, người du hành thời gian và siêu năng lực gia. Mặc dù thông minh, xinh đẹp và năng động nhưng Haruhi đã bị coi là một đứa kỳ quặc kể từ khi học cấp hai: Cô đặt tất cả bàn học trong lớp của mình ra hành lang, vẽ các ngôi sao trên mái nhà và thậm chí còn vẽ một chữ tượng hình khổng lồ trên sân trường (mặc dù sau đó được cho là Kyon). Haruhi không thể chịu đựng được sự nhàm chán nên cô đã nghĩ ra các hoạt động cho Lữ đoàn SOS, khiến họ tham gia dù muốn hay không. Điều Haruhi không biết là cô có sức mạnh thay đổi thế giới theo ý muốn. Bằng cách sử dụng nó trong tiềm thức, cô tập hợp Mikuru Asahina, Itsuki Koizumi và Yuki Nagato vào một nơi: Lữ đoàn SOS. Câu chuyện gián tiếp nói lên mức độ hiểu biết của Yuki, Mikuru và Itsuki về nhau.
Trong một cuộc phỏng vấn, Tanigawa nói rằng ý tưởng về nhân vật này xuất hiện trong một đêm mất ngủ đầu thế kỷ 21. Haruhi được coi là có những nét tính cách tsundere nhưng bị một số người cho là "quá năng động" để trở thành một tsundere thực sự. Năm 2009, IGN xếp cô thứ 19 trong danh sách 25 nhân vật anime hàng đầu.

#### Yuki Nagato
Lồng tiếng bởi: Chihara Minori
Yuki Nagato (長門 有希, Nagato Yuki) là một giao diện hình người mê sách được tạo ra bởi một nhân vật giống như thần được gọi là Thực thể Tư tưởng Tích hợp Dữ liệu. Trách nhiệm của Yuki liên quan đến việc theo dõi Haruhi và điều tra một "sự bùng nổ dữ liệu" không giải thích được ba năm trước câu chuyện hiện tại. Cô có thể thao túng môi trường xung quanh mình, hoặc "dữ liệu" như cô đã trích dẫn. Yuki thường rất ngắn gọn nhưng có thể nói dài dòng khi liên quan đến nhiệm vụ của mình hoặc một vấn đề phát sinh. Cô dường như luôn chăm chú đọc sách và nhận xét rằng mình chỉ quan tâm tương đối đến chúng. Yuki đưa ra gợi ý và trợ giúp cho Kyon. Do bản chất là người ngoài Trái đất, cô hầu như không bao giờ thể hiện những phản ứng hoặc cảm xúc không chủ ý, nhưng có những lúc cô ấy tỏ ra thích thú với mọi thứ, chẳng hạn như lập trình trò chơi máy tính và chơi chúng, cũng như đọc sách.

#### Mikuru Asahina
Lồng tiếng bởi: Yuuko Gotou
Mikuru Asahina (朝比奈 みくる, Asahina Mikuru) là một nhà du hành thời gian đến từ tương lai xa, người được giao nhiệm vụ điều tra lý do đằng sau việc không thể du hành đến bất kỳ điểm nào hơn ba năm trước câu chuyện hiện tại. Mikuru là một cô gái có giọng nói nhẹ nhàng, là thành viên thấp nhất trong Ủy ban Du hành Thời gian của cô ấy. Vào đầu sê-ri, cô bị Haruhi bắt cóc và thường xuyên bị dùng làm vật hấp dẫn giới tính. Cô thường cố gắng giải thích những gì đang xảy ra nhưng bị kiểm duyệt gắt gao bởi một công nghệ tương lai chưa được tiết lộ khiến cô phải nói "thông tin mật" thay vì bất cứ điều gì mà cô không được phép nói với những người trong quá khứ (như Kyon). Haruhi thích cho Mikuru mặc những bộ trang phục (thường khiến cô xấu hổ), cho rằng Mikuru là "linh vật" của Lữ đoàn SOS.
Kyon có vẻ phải lòng cô. Haruhi lúc đầu ghen tị với mối quan hệ của cô và Kyon, nhưng sau đó trong sê-ri ngày càng không quan tâm đến sự tương tác của họ. Mặc dù vậy, Mikuru vẫn sợ hãi cô ấy. Trong anime và tiểu thuyết, Mikuru ngăn cản Kyon hành động theo bất kỳ tình cảm nào mà cậu có thể dành cho cô, giải thích rằng cậu là "người được chọn" của Haruhi.

#### Itsuki Koizumi
Lồng tiếng bởi: Ono Daisuke
Itsuki Koizumi (古泉 一樹, Koizumi Itsuki) là một siêu năng lực gia, giống như các thành viên khác của "Cơ quan", đột nhiên có được sức mạnh để khám phá "Không gian kín" và chiến đấu với các Thiên thể mà Haruhi Suzumiya tạo ra khi cô bị căng thẳng ba năm trước sự kiện trước câu chuyện hiện tại. Cậu khá vô tư và luôn mỉm cười. Kyon khó chịu vì thói quen của cậu đưa mặt lại gần người mà mình đang nói chuyện, tranh cãi những lý thuyết trái ngược nhau vì mục đích tu từ, cũng như những lời bóng gió nửa đùa nửa thật về chuyện tình lãng mạn giữa Kyon và Haruhi, và thường xuyên dọa đánh cậu ta. Cậu công khai bày tỏ sự yêu mến đối với các thành viên khác của Lữ đoàn SOS, đặc biệt là Kyon và Haruhi, nhưng giải thích với Kyon rằng Mikuru, hoặc bất kỳ ai, có thể đang giả tạo nhân cách và lừa dối mọi người.
Không giống như Mikuru, Itsuki tin rằng người ngoài hành tinh, người du hành thời gian và siêu năng lực gia thường không tồn tại và được tạo ra ba năm trước khi Haruhi mong muốn họ tồn tại.

## Truyền thông

### Tiểu thuyết
Được viết bởi Tanigawa Nagaru và minh họa bởi Ito Noizi, tiểu thuyết lần đầu xuất hiện đã thay thế tiểu thuyết dài và bộ sưu tập truyện ngắn ở The Sneaker, một tạp chí tiểu thuyết Seinen phát hành bởi nhà xuất bản Kadokawa Shoten của Nhật Bản.
Tiểu thuyết được phát hành ở Đài Loan, Hồng Kông và Trung Quốc Đại Lục bởi Kadokawa Media;ở Việt Nam bởi IPM; ở Hàn Quốc bởi Daiwon CI; ở Tây Ban Nha và Argentina bởi Editorial Ivrea; và ở Hoa Kỳ bởi Little, Brown Books for Young Readers and Yen Press.

### Manga
Kadokawa Shoten xuất bản manga chuyển thể của series tiểu thuyết Suzumiya Haruhi trong Shōnen Ace. Đầu tiên, bởi Mizuno Makoto, từ Tháng 5 đến Tháng 12 năm 2004 và có sự khác biệt so với bản tiểu thuyết, có chút đóng góp của tác giả nguyên bản. series thứ 2, minh họa bởi Gaku Tsugano, Bắt đầu vào Tháng 11 năm 2005 và kết thúc vào ngày 26 tháng 12 năm 2013, Đã được xuất bản trong 20 tập, với đối tượng trẻ. Vào ngày 17 tháng 4 năm 2008 Yen Press đã thông báo rằng họ đã có được giấy phép cho việc phát hành bốn tập đầu tiên của loạt manga thứ hai ở Bắc Mỹ, hứa hẹn manga sẽ không bị kiểm duyệt.
Một parody chính thức four-panel comic strip có tiêu đề Nỗi buồn của Suzumiya Haruhi-chan bởi Puyo ra mắt trong Shōnen Ace vào ngày 26 tháng 7 năm 2007 và trong The Sneaker vào ngày 30 tháng 8 năm 2007. Đơn hành bản đầu tiên được phát hành vào ngày 26 tháng 5 năm 2008; Lần thứ hai vào ngày 26 tháng 12 năm 2008; Và lần thứ ba vào ngày 10 tháng 7 năm 2009. Yen Press đã cấp phép loạt manga  Haruhi-chan  cho một phiên bản tiếng Anh tại Bắc Mỹ và phát hành tập đầu tiên vào ngày 26 tháng 10 năm 2010. Một manga bốn khung tranh parody, Nyorōn Churuya-san bởi Eretto (Utsura Uraraka), ban dầu là một dōjinshi ban đầu là một phiên smoked cheese-loving, super deformed của Tsuruya, được xuất bản trong ba tập (phát hành vào tháng 8 năm 2006, tháng 2 năm 2007 và tháng 10 năm 2007) trước khi bắt đầu tuần tự trong tạp chí Comp Ace trong tháng 11 năm 2008.
Một manga khác, Sự biến mất của Nagato Yuki-chan (長門有希ちゃんの消失 Nagato Yuki-chan no Shōshitsu), cũng bởi Puyo, bắt đầu tuần tự hóa trong Kadokawa Shoten's Young Ace Vào tháng 7 năm 2009. Nó được đặt trong một khung thời gian thay thế được thiết lập trong cuốn tiểu thuyết thứ tư, Sự biến mất của Suzumiya Haruhi, nơi Nagato Yuki là một nữ sinh nhút nhát trái ngược với một người nước ngoài. Sự biến mất của Nagato Yuki-chan 
cũng đã được cấp phép tại Bắc Mỹ bởi Yen Press. Một bộ manga spin-off khác của Puyo, mang tựa đề Âm mưu của Koizumi Itsuki (古泉一樹の陰謀 Koizumi Itsuki no Inbō), được phát hành trong ấn bản tháng 5 năm 2012 của tạp chí "Altima Ace" của Kadokawa Shoten vào ngày 18 tháng 4 năm 2012.

### Anime
Phiên bản anime chuyển thể của Nỗi buồn của Haruhi Suzumiya (涼宮ハルヒの憂鬱 Suzumiya Haruhi no Yūutsu), được sản xuất bởi Kyoto Animation và đạo diễn bởi Ishihara Tatsuya, bao gồm 14 tập đã phát sóng tại Nhật Bản từ ngày 2 tháng 4 đến ngày 2 tháng 7 năm 2006. Ban đầu nó được phát sóng trong một thứ tự phi tuyến, với đoạn mở đầu và bảy chương đầu tiên của cuốn tiểu thuyết đầu tiên trộn lẫn với các chương từ một số tiểu thuyết sau. Các đoạn giới thiệu phim "tập tiếp theo" gồm có hai tập khác nhau: một số của Haruhi, người xếp số tập theo thứ tự thời gian, và một con số từ Kyon, người xếp số chúng theo thứ tự phát sóng. Bản phát hành DVD bắt đầu bằng "Episode 00" và sau đó được hiển thị theo thứ tự thời gian.
Anime đã được cấp phép và phân phối bởi Bandai Entertainment trên bốn đĩa DVD phát hành giữa tháng 5 và tháng 11 năm 2007. Bộ hộp hoàn chỉnh đã được phát hành vào ngày 29 tháng 7 năm 2008. Nó được phát sóng tại Italy trên Rai [4] ] giữa 24 tháng 10 năm 2010 và 06 tháng 2 năm 2011. Mỗi bản phát hành ở Bắc Mỹ đều cung cấp bộ sưu tập phiên bản giới hạn của bộ sưu tập phiên bản giới hạn với DVD tiếng Anh theo thứ tự thời gian, một đĩa đơn có chứa các tập phim theo thứ tự phát sóng, và một đĩa CD chính thức gồm opening, ending và kết hợp các bài hát xuất hiện trong chương trình.
Mùa giải thứ hai của bộ anime được công bố trong một quảng cáo đầy đủ trang của "[Asahi Shimbun]" vào ngày 7 tháng 7 năm 2007 tại Nhật Bản. Các video quảng cáo bao gồm một chuỗi hành động trực tiếp, được lấy cảm hứng từ chương "Bài vè sử lá tre" từ cuốn tiểu thuyết thứ ba "Sự Chán chường của Suzumiya Haruhi", mô tả Haruhi và Kyon vào trường học với cảnh phim chụp từ camera giám sát. Vào ngày 18 tháng 12 năm 2007 trang web chính thức của anime, haruhi.tv, đã được thay thế bằng một lỗi 404 giả, một tham chiếu đến ngày quan trọng trong  Sự biến mất của Suzumiya Haruhi , cuốn thứ tư trong loạt tiểu thuyết.
Phát lại loạt phim đầu tiên bắt đầu vào tháng 4 năm 2009. Theo một nhận xét của [Teletama] một trong những đài phát thanh truyền hình, rằng chương trình phát sóng năm 2009 sẽ là 28 tập dài, đã có suy đoán rằng việc phát sóng lại sẽ được theo bởi mùa thứ hai, mặc dù điều này đã không được xác nhận bởi Kadokawa vào thời điểm đó. Tập phim mới đầu tiên, "Bài vè sử lá tre" (笹の葉ラプソディ Sasa no Ha Rapusodi), đã được phát sóng vào ngày 21 tháng 5 năm 2009 là tập thứ tám của chương trình phát lại. Không giống như bản gốc, chương trình phát lại được hiển thị theo thứ tự thời gian, với các tập mới kết hợp với các tập cũ. Các tập sau đó đã được hiển thị trên kênh YouTube của Kadokawa sau khi phát sóng và bắt đầu hiển thị phụ đề tiếng Anh. Bandai Entertainment đã cấp phép phát lại trong năm 2010 Và phát hành bộ sưu tập hoàn chỉnh ở Bắc Mỹ vào ngày 14 tháng 9 năm 2010. Manga Entertainment) đã phát hành bộ phim này trong một hộp đĩa DVD 4 đĩa, bao gồm các đoạn phim ngắn "Haruhichan", tại Anh vào ngày 4 tháng 7 năm 2011. Sau khi đóng cửa năm 2012 của Bandai Entertainment, Funimation đã thông báo tại Otakon 2014 rằng họ đã cấp phép cho loạt phim hoạt hình anime.

#### Spin-off
Hai loạt phim hoạt hình spin-off dựa trên manga parody Nỗi buồn của Suzumiya Haruhi-chan (涼宮ハルヒちゃんの憂鬱 Suzumiya Haruhi-chan no Yūutsu) bởi Puyo và Nyoro~n Churuya-san (にょろーん☆ちゅるやさん) bởi Eretto đã được công bố trên tạp chí Shonen Ace vào tháng 10 năm 2008. Hai bộ phim được phát trực tuyến bằng tiếng Nhật và có phụ đề tiếng Anh trên kênh YouTube của Kadokawa từ ngày 13 tháng 2 đến ngày 15 tháng 5 năm 2009. Tất cả diễn viên lồng tiếng trong anime nguyên gốc đều hồi phục vai diễn của họ trong cả hai series. DVD đầu tiên của bộ phim đã được phát hành tại Nhật Bản vào ngày 29 tháng 5 năm 2009 với một phát hành trên đĩa Blu-ray vào ngày 27 tháng 8 năm 2010. Bộ phim đã được cấp phép bởi Bandai Entertainment và được đặt tên bởi Bang Zoom! Entertainment để phát hành DVD. Tập đầu tiên đã được phát hành vào ngày 5 tháng 10 năm 2010. Cũng giống như anime truyền hình ban đầu, hai series đã được tái cấp phép bởi Funimation. Một anime chuyển thể của "Sự biến mất của Nagato Yuki-chan bởi Satelight đã bắt đầu phát sóng vào tháng 4 năm 2015 và được cấp phép bởi Funimation, đơn vị đã bắt đầu phát một phiên bản lồng tiếng phát sóng vào tháng 5 năm 2015.

#### Phim điện ảnh
Một bộ phim hoạt hình do Kyoto Animation mang tựa đềSự biến mất của Haruhi Suzumiya (涼宮ハルヒの消失 Suzumiya Haruhi no Shōshitsu) được chuyển thể từ thứ tư  Suzumiya Haruhi  light novel cùng tên và được phát hành tại các rạp Nhật Bản vào ngày 06 tháng 2 năm 2010. Nó đã được công bố thông qua một lời trêu ghẹo thể hiện ở phần cuối của năm 2009 tái phát sóng của anime. Bộ phim này cũng đã được cấp phép bởi Bandai Entertainment và được phát hành vào ngày 20 tháng 9 năm 2011.

### Kịch truyền thanh
Một loạt các kịch truyền thanh đã được phát hành. Tập đầu tiên có tiêu đề SOS Dan Radio Shibu Bangai Hen CD Vol.1 được dựa trên phiên bản anime của bộ truyện và được phát hành vào ngày 5 tháng 7 năm 2006 bởi Lantis. Tập thứ hai được phát hành vào ngày 21 tháng 9 năm 2006 trong khi một phần ba được phát hành vào ngày 21 tháng 12 năm 2006. Một CD truyền hình có tiêu đề Sound Around, Dựa trên anime chuyển thể, đã được phát hành vào ngày 24 tháng 1 năm 2007 bởi Lantis.

### Video games
Sáu video game riêng biệt đã được sản xuất dựa trên bộ truyện. Namco Bandai Games phát hành một adventure game, The Promise of Haruhi Suzumiya (涼宮ハルヒの約束 Suzumiya Haruhi no Yakusoku), cho PlayStation Portable (PSP) vào ngày 20 tháng 12 năm 2007. Banpresto phát hành một adventure game khác cho PlayStation 2 vào ngày 31 tháng 1 năm 2008 được gọi là The Perplexity of Haruhi Suzumiya (涼宮ハルヒの戸惑 Suzumiya Haruhi no Tomadoion December 20, 200). Đây là trò chơi bán chạy thứ 95 tại Nhật Bản năm 2008, bán được 139.425 bản.
Trò chơi thứ ba được phát triển bởi Kadokawa Shoten cho Wii, The Excitement of Haruhi Suzumiya (涼宮ハルヒの激動 Suzumiya Haruhi no Gekidō), đã được phát hành vào ngày 22 tháng 1 năm 2009. Trò chơi thứ tư bởi Sega cho Will (The Parallel of Haruhi Suzumiya (涼宮ハルヒの並列 Suzumiya Haruhi no Heiretsu)) được phát hành vào ngày 26 tháng 3 năm 2009, với trò chơi thứ năm cũng được Sega cho Nintendo DS (The Series of Haruhi Suzumiya (涼宮ハルヒの直列 Suzumiya Haruhi no Chokuretsu)) vào ngày 28 tháng 5 năm 2009. Tháng 2 năm 2010, Kadokawa Shoten phát hành  Day of Sagittarius III  bằng tiếng Nhật và tiếng Anh trong App Store của Apple.
Namco Bandai Games phát hành một video game cho PlayStation 3 (PS3) và PSP có tiêu đề là The Reminiscence of Haruhi Suzumiya (涼宮ハルヒの追想 Suzumiya Haruhi no Tsuisō) vào ngày 12 tháng 5 năm 2011. Trò chơi là một phần tiếp theo của bộ flim Sự biến mất của Suzumiya Haruhi, diễn ra trong thời gian ngắn sau đó. Phiên bản PS3 và PSP đã bán được 33.784 bản trong 4 ngày đầu tiên bán hàng. Các nhân vật trong seris "Suzumiya Haruhi" cũng xuất hiện trong crossover PSP video game, Nendoroid Generation, bởi Namco Bandai Games, Good Smile Company và Banpresto.

## Nhạc
Bộ phim anime năm 2006 có hai opening: "Huyền thoại Tình yêu của Mikuru" (恋のミクル伝説 "Koi no Mikuru Densetsu"), được thực hiện bởi Yuko Goto Và được sử dụng như là opening của tập một (đôi khi được gọi là episode 00), và "Đó là một cuộc Phiêu lưu, Phải không? Phải không?" (冒険でしょでしょ? "Bōken Desho Desho?") được thực hiện bởi Aya Hirano và được sử dụng trong các tập từ hai đến mười bốn. Ending chính của bộ phim là "Nắng đầy Nắng Hạnh phúc" (ハレ晴レユカイ "Hare Hare Yukai") được thực hiện bởi Hirano, Minori Chihara và Yuko Goto kéo dài trong mười ba tập đầu tiên, với tập mười bốn kết thúc bằng một phiên bản mở rộng của "Nắng đầy Nắng Hạnh phúc". Đối với các tập phim mới của năm 2009 phát lại, opening là "Super Driver" của Hirano, và ending là "Stop!" (止マレ! "Tomare!") thực hiện bởi Hirano, Chihara và Goto. Đĩa đơn cho "Super Driver" được phát hành vào ngày 22 tháng 7 năm 2009, trong khi đĩa đơn cho "Stop!" Đã được phát hành vào ngày 26 tháng 8 năm 2009. "Đó là một cuộc Phiêu lưu, Phải không? Phải không?" đã được sử dụng làm chủ đề mở đầu của bộ phim Sự biến mất Suzumiya Haruhi Và bài hát chủ đề là "Yasashii Bōkyaku" (優しい忘却 lit. "Tender Oblivion") bởi Chihara.
Trong số các bài hát chèn được sử dụng là "God Knows..." và "Lost My Music" performed by Hirano in episode twelve. Phân đoạn của Symphony No. 4 in F Minor sáng tác bởi Pyotr Ilyich Tchaikovsky, Symphony No. 7 in C Major, "Leningrad" sáng tác bởi Dmitri Shostakovich, và Daphnis et Chloé sáng tác bởi Maurice Ravel được sử dụng trong tập mười một, trong khi Symphony No. 8 in Eb Major, "Symphony of a thousand", sáng tác bởi Gustav Mahler, được sử dụng trong tập mười bốn.
"Suzumiya Haruhi no Gekisō" (涼宮ハルヒの激奏 "The Extravagance of Haruhi Suzumiya") là một sự kiện hòa nhạc được tổ chức tại thành phố Omiya Sonic vào ngày 18 tháng 3 năm 2007 với các bài hát ttrong anime được hát bởi các diễn viên lồng tiếng. DVD của buổi hòa nhạc được phát hành vào ngày 27 tháng 7 năm 2007. Vào ngày 29 tháng 4 năm 2009Suzumiya Haruhi no Gensō (涼宮ハルヒの弦奏 The Symphony of Haruhi Suzumiya)đã được tổ chức tại Tokyo với âm nhạc bởi Suzumiya Haruhi no Gensō (涼宮ハルヒの弦奏 The Symphony of Haruhi Suzumiya) đã được tổ chức tại Tokyo với âm nhạc bởi Tokyo Philharmonic Orchestra and Philip Chu làm nhạc trưởng. Sự kiện này có các bài hát và nhạc nền từ anime được sắp xếp theo một cách cổ điển. CD của concert đã được phát hành vào ngày 24 tháng 6 năm 2009.
Bài hát chủ đề chính cho loại spin-off ONA, "Nỗi buồn của Suzumiya Haruhi-chan" là "Ima Made no Arasuji" (いままでのあらすじ "A Summary of the Story Up to Now") trong khi ending là "Atogaki no Yō na Mono" (あとがきのようなもの "Something Like an Afterword"), cả hai được thực hiện bởi Hirano, Chihara, Goto, Tomokazu Sugita và Daisuke Ono. Single của hai bài hát được phát hành vào ngày 20 tháng 4 năm 2009. Ba single đi kèm với series spin-off ONA, Nyoro-n Churuya-san đã được phát hành, có các bài hát được hát bởi Yuki Matsuoka.

## Đón nhận
Cuốn tiểu thuyết đầu tiên của series, "Nỗi buồn của Suzumiya Haruhi" đã được trao giải Grand Prize trong giải Sneaker hàng năm lần thứ tám - chỉ có giải Grand Prize thứ ba được đưa ra trong lịch sử của giải thưởng. Bộ phim đã trở thành một thành công lớn cho light novel tại Nhật Bản, bán được hơn 4.300.000 bản trong tháng 9 năm 2007 và đã vượt qua được 8.000.000 bản khi các tập 10 và 11 được phát hành vào tháng 5 năm 2011 sau khi các ấn bản giới hạn lập kỷ lục 513.000 lần nhấn đầu tiên cho light novels. Tổng doanh thu cho tất cả các phiên bản của tiểu light novels và manga trên toàn thế giới đã đạt đến 16.5 triệu bản in. Trong tháng 12 năm 2006, bộ anime "Nỗi buồn của Suzumiya Haruhi" là bộ anime nổi tiếng nhất tại Nhật vào thời điểm đó theo tạp chí "Newtype USA". Hai tập đầu tiên đã bán được 70.000 và 90.000 đơn vị tương ứng vào tháng 8 năm 2006. Đứng thứ năm trong "Top Ten Anime of 2007" của IGN. Một cuộc thăm dò trực tuyến năm 2006 về 100 bộ anime hàng đầu yêu thích nhất của Nhật Bản trong mọi thời đại, được thực hiện bởi TV Asahi, "Nỗi buồn của Suzumiya Haruhi" đứng vị trid thứ tư. Đến cuối năm 2007, phần thứ bảy của series đã bán được 45.000 bản. Bộ anime chuyển thể đã giành giải Animation Kobe Award for TV Feature trong năm 2006. Tại lễ trao giải Tokyo Anime lần thứ sáu, bộ phim đã giành được danh hiệu "Anime xuất sắc nhất" và Aya Hirano won the "Voice Acting Award". Spin-off của nó, "Nỗi buồn của Suzumiya Haruhi-chan" và "Nyorōn Churuya-san", đã giành được giải thưởng Network tại Animation Kobe lần thứ 14.
Tại Anime Expo 2008, bộ phim đã nhận được nhiều giải thưởng của Hiệp hội Quảng cáo Hoạt hình Nhật Bản. Sugita đã giành được giải thưởng cho Nam diễn viên phụ xuất sắc nhất, Hirano cho Nữ diễn viên chính xuất sắc nhất, Kaeko Sakamoto cho Đạo diễn xuất sắc nhất, Shoko Ikeda cho Thiết kế nhân vật xuất sắc, Suzumiya Haruhi cho Thiết kế nhân vật xuất sắc nhất và "Hare Hare Yukai" cho Bài hát gốc hay nhất.

### Ảnh hưởng văn hóa
Loạt anime này đã trở thành một hiện tượng của Internet phenomenon ở Nhật Bản, Châu Á và English-speaking countries. Hơn 2.000 đoạn phim của loạt phim và các tác phẩm nhại và chủ đề đã được người dùng tạo đã được đăng lên các trang web video sharing như YouTube và Nico Nico Douga. Sự phổ biến của các clip này (và các bộ phim phổ biến khác của Nhật Bản) đã dẫn dắt Hiệp hội các Tác giả, Nhà xuất bản và Nhà xuất bản Nhật Bản ("JASRAC") yêu cầu YouTube xóa các clip tuyên bố là thuộc bản quyền của các thành viên "JASRAC". Haruhi, Yuki và Mikuru (lồng tiếng bởi Aya Hirano, Minori Chihara và Yūko Gotō) cùng với diễn viên phim truyền hình Nhật Bản Toma Ikuta, đã xuất hiện lần đầu tiên trong quảng cáo quảng cáo cho Lotte Acuo Gum vào tháng 3 năm 2010.
Trong toán học, loạt anime trở thành cảm hứng cho bài toán sau: "Đếm số tập Haruhi nhỏ nhất cần xem sao cho ta có thể xem hết 14 tập gốc trong mọi thứ tự có thể?" Trong 2011, nỗ lực giải "bài toán Haruhi" trên 4chan đã dẫn tới bài chứng minh cho cận dưới của độ dài siêu hoán vị nhỏ nhất, giải một bài toán mở kể từ năm 1993.

### Đoàn ASOS

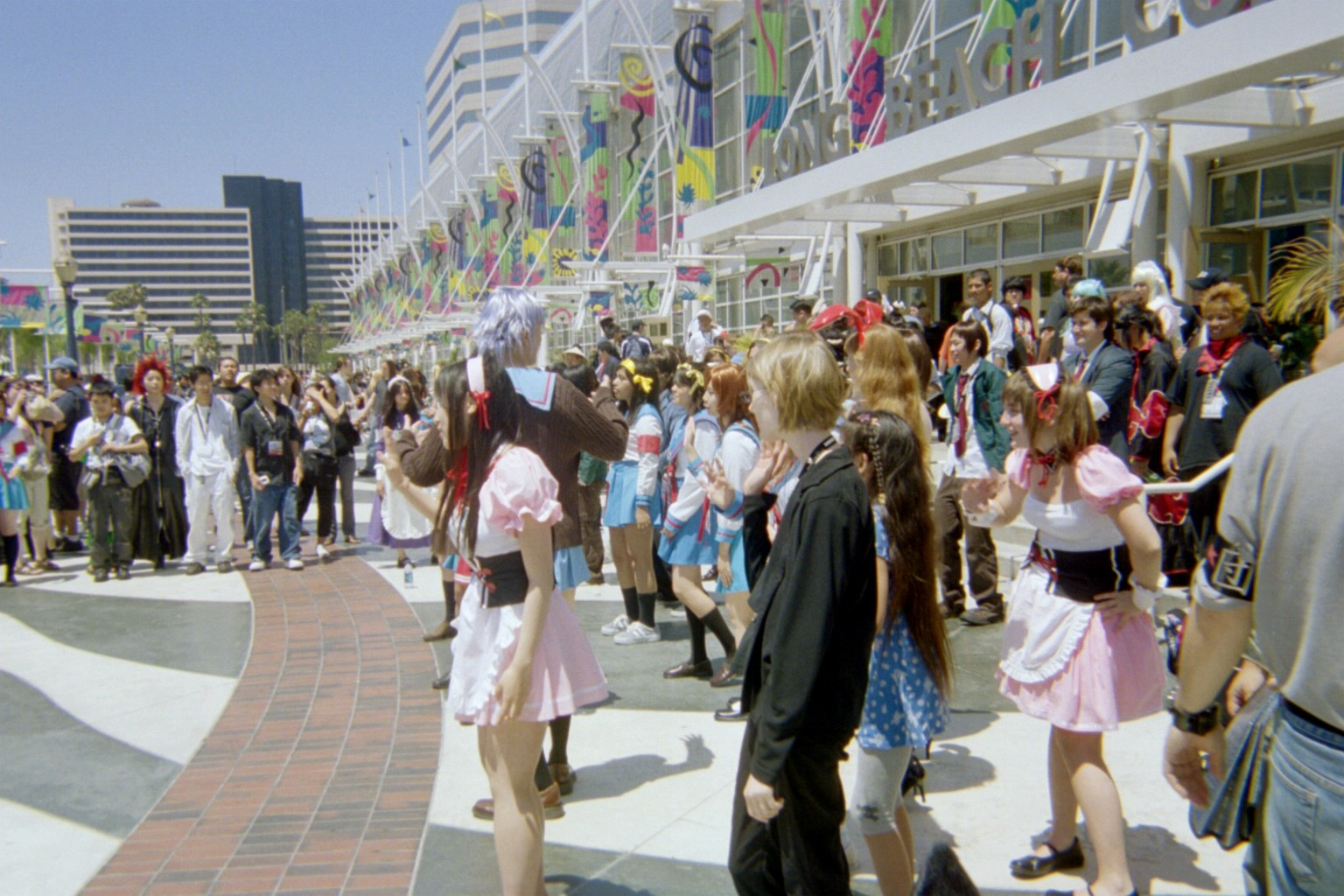
Một số fan của "Haruhi" đang biểu diễn nhảy "Hare Hare Yukai" tại Anime Expo 2007.

Vào tháng 12 năm 2006, Bandai Entertainment đã đăng ký trang web "asosbrigade.com" (không hoạt động nữa). Vào ngày 22 tháng 12 năm 2006, trang web đã mở ra với video trình chiếu live action giống như một bộ phim do fan sản xuất gồm có Haruka Inoue và Akiyo Yamamoto trong vai Mikuru Asahina và Yuki Nagato, cùng với Suzumiya Haruhi do Patricia Ja Lee đóng. Video (bằng tiếng Nhật) xác nhận chi tiết về điều khoản bản quyền. Sau vài ngày phiên bản phụ đề của video thay thế bản gốc trên trang web, thông báo cấp phép dịch tiếng Nhật sang tiếng Anh.. Trang web được liên kết với một blog trên trang "social networking" MySpace, nằm trong danh sách 50 trang được xem nhiều nhất trên MySpace trong vòng 24 giờ.
Năm 2010 một video mới được giới thiệu để công bố mùa thứ hai của các tập lồng tiếng Anh. Những hình ảnh này đặc trưng Cristina Valenzuela ("Cristina Vee") trong vai Haruhi, Karrie Shirou trong vai Mikuru, và Gina Lee (tập 1) / Alice trong vai Yuki.